# Veinticinco de Mayo (ort)
Veinticinco de Mayo är en ort i Argentina.   Den ligger i provinsen Misiones, i den nordöstra delen av landet, 900 km norr om huvudstaden Buenos Aires. Veinticinco de Mayo ligger 396 meter över havet och antalet invånare är 11 928.
Terrängen runt Veinticinco de Mayo är kuperad västerut, men österut är den platt. Veinticinco de Mayo ligger uppe på en höjd. Runt Veinticinco de Mayo är det glesbefolkat, med 17 invånare per kvadratkilometer.. Det finns inga andra samhällen i närheten.
I omgivningarna runt Veinticinco de Mayo växer i huvudsak städsegrön lövskog.